# Bokusacu tenši Dokuro-čan
Bokusacu tenši Dokuro-čan (japonsky 撲殺天使ドクロちゃん, anglicky Bludgeoning Angel Dokuro-Chan) je japonská série povídek stylu light novel, jejímž autorem je Masaki Okaju (japonsky おかゆまさき) a ilustrátorem Torišimo (japonsky とりしも). Zaměřuje se na mladého chlapce a anděla z budoucnosti, který neustále dostává chlapce do potíží a často ho brutálně zabije pomocí své kanabó (japonský kyj), ale vzápětí zase oživí. Povídky se poprvé objevily v magazínu Dengeki hp, který je vydáván společností MediaWorks. Později byla vytvořena manga verze, kterou napsal a ilustroval Micuna Ouse a byla zobrazena v magazínu Dengeki Comic Gao!. Nakonec byla vytvořena i anime verze, která byla vysílána v Japonsku mezi březnem a zářím 2005. Druhá sezóna anime byla vysílána mezi srpnem a listopadem 2007. Na konci roku 2005 byla v Japonsku vydána hra pro PlayStation 2 s názvem Game ni Natta jo! Dokuro-čan: Kenkó šindan daisakusen.

## Příběh
Bokusacu tenši Dokuro-čan vypráví příběh Sakury Kusakabeho, kluka, který studuje druhým rokem na střední škole. V budoucnosti (za dvacet let) má během svého pokusu vytvořit „Svět pedofilů“ vynalézt způsob, jak zastavit stárnutí všech žen po dosažení věku dvanácti let. Tímto ovšem naštve boha, jelikož vynalezl nesmrtelnost, a to je něco, co je dovoleno pouze bohovi. Proto je z budoucnosti vyslána Dokuro Micukai, člen řádu andělských zabijáků zvaných Ruručie, aby ho zabila. Dokuro věří, že pokud udrží Sakuru dostatečně zaměstnaného, nemusí ho zabíjet a on nic nevynalezne. Nicméně, vzhledem ke své impulzivní nátuře a nadlidské síle, Dokuro často zabije Sakuru svým obrovským kanabó, zvaným Excalibolg (japonsky エスカリボルグ, Esukariborugu), ale ihned jej zase oživí svojí andělskou mocí. Sabato, další zabiják z řádu Ruručie, je vyslána, aby s pomocí svých ženských zbraní splnila původní misi Dokuro: zabít Sakuru.